# Sune Bergström

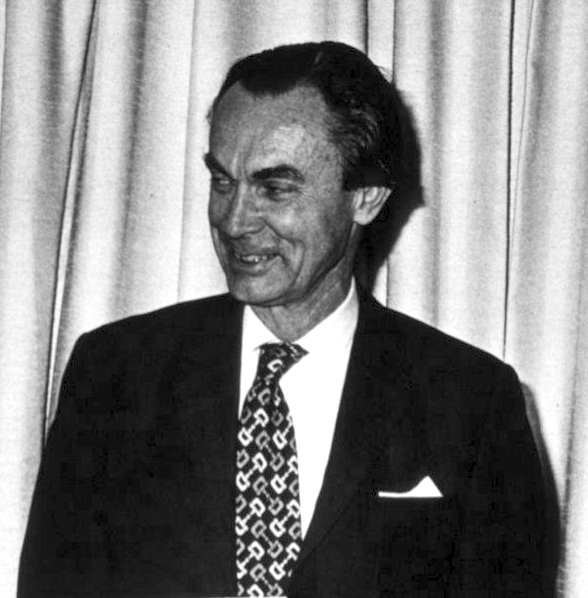
Sune Bergström (1974)

Sune Karl Bergström (* 10. Januar 1916 in Stockholm; † 15. August 2004 ebenda) war ein schwedischer Mediziner und Biochemiker.
1972 wurde er mit einem Gairdner Foundation International Award ausgezeichnet, 1975 mit dem Amory Prize der American Academy of Arts and Sciences. Er erhielt gemeinsam mit Bengt Ingemar Samuelsson und John Robert Vane 1982 den Nobelpreis für Medizin und Physiologie „für ihre bahnbrechenden Arbeiten über Prostaglandine und nahe verwandte biologisch aktive Substanzen“. Er ist Vater des Medizin-Nobelpreisträgers Svante Pääbo.

## Leben
Bergström studierte Medizin und Chemie am Karolinska Institutet in Stockholm und begann seine Forscherkarriere 1934 im Labor von Erik Jorpes über Heparine. Dort promovierte er 1943 dann über die biochemischen Eigenschaften von Lipiden (Fetten) und Steroiden.
Bergström trat kurz nach ihrer Gründung der nationalsozialistischen und antisemitischen Reichsvereinigung Schweden-Deutschland bei und blieb dort bis zu ihrer Auflösung 1943 Mitglied. In der Nachkriegszeit äußerte sich Bergström nie öffentlich zu seinem Verhältnis zum Nationalsozialismus.
Von 1947 bis 1958 war er Professor für Biochemie an der Universität Lund. 1957 erfolgte sein Ruf auf den Lehrstuhl für Biochemie an das Karolinska Institutet, welchem er 1958 folgte. Sowohl in Lund als auch in Stockholm forschte Bergström an Prostaglandinen und deren chemischen Eigenschaften.  1957 gelang ihm erstmals die Reindarstellung eines dieser Stoffe.
1966 wurde Bergström in die American Academy of Arts and Sciences gewählt, 1973 in die National Academy of Sciences. 1975 wurde er zum Vorsitzenden des Direktoriums der Nobel-Stiftung berufen. Von 1977 bis 1982 war er außerdem Vorsitzender des beratenden Ausschusses für medizinische Forschung bei der Weltgesundheitsorganisation (WHO) in Genf. 1977 wurde er Mitglied der Deutschen Akademie der Naturforscher Leopoldina. 1973 erhielt er die Oscar Carlson-Medaille der Schwedischen Chemischen Gesellschaft. 1977 erhielt er gemeinsam mit gemeinsam mit Bengt Ingemar Samuelsson und John Robert Vane den Albert Lasker Award for Basic Medical Research. Die American Philosophical Society, deren Mitglied er seit 1984 war, zeichnete ihn 1988 mit ihrer Benjamin Franklin Medal aus.

## Familie
Bergström heiratete 1943 Maj Gernandt, mit der er einen Sohn hatte, der 1955 geboren wurde. Daneben hatte er eine Beziehung zu der estnischen Chemikerin Karin Pääbo, mit der er eine Zeit lang zusammen arbeitete, und mit der er einen ebenfalls 1955 geborenen Sohn, den in Leipzig tätigen Evolutionsgenetiker Svante Pääbo hatte. Der erste Sohn erfuhr erst 2004, kurz vor Bergströms Tod von seinem Halbbruder. Svante Pääbo wurde ebenfalls ein international angesehener Wissenschaftler, wobei jedoch lange Zeit kaum jemand wusste, dass er der Sohn eines Nobelpreisträgers ist. 2022 wurde Pääbo ebenfalls mit dem Medizinnobelpreis geehrt.

## Bedeutung der Forschung
Bergström forschte, ebenso wie seine beiden Mitstreiter Bengt Ingemar Samuelsson und Sir John Robert Vane, an Prostaglandinen. Entdeckt und benannt wurden diese Stoffe erst Mitte der 1930er-Jahre von Ulf Svante von Euler-Chelpin, der 1970 den Nobelpreis für seine neurophysiologischen Studien bekam. Die Bedeutung dieser Stoffe als biologisch aktive Substanzen wurde allerdings erst durch die Arbeiten von Bergström, Samuelsson und Vane bekannt. Den Startpunkt für die Erforschung der Prostaglandine setzte Bergström durch die Isolierung einzelner Prostaglandine und die Aufklärung ihrer chemischen Struktur. Er konnte des Weiteren nachweisen, dass die Prostaglandine aus ungesättigten Fettsäuren gebildet werden.
Auf dieser Basis konnte die Forschung an den Prostaglandinen fortgeführt werden. Heute ist bekannt, dass diese Stoffe in fast allen Tierarten sowie verschiedenen Pflanzen vorkommen und ein sehr vielfältiges Spektrum von Funktionen haben. Beim Menschen und anderen Wirbeltieren spielen sie etwa eine wichtige Rolle bei der Fortpflanzung, bei der Entstehung und Regulation von Entzündungen, bei der Regulation des Blutdrucks und bei der Übertragung von Nervenimpulsen. Bergströms Arbeiten konzentrierten sich vor allem auf die Wirkung verschiedener Prostaglandine auf die Herzkranzgefäße, wo ihre Arterienerweiternden Eigenschaften offensichtlich eine physiologische Anpassung des Kreislaufs an körperliche Anstrengungen darstellen.
Einige Prostaglandine sind krampflösend, andere bewirken Kontraktionen der glatten Muskulatur. So erzeugen Prostaglandine, die beim Sexualakt mit den Spermien in die Gebärmutter gelangen, die Kontraktion dieses Organs beim weiblichen Orgasmus.